# Muro de las Lágrimas
El Muro de las Lágrimas es un sitio histórico 5 km al oeste de Puerto Villamil en la isla Isabela en las islas Galápagos, en Ecuador. Fue construido entre los años 1946 y 1959 por los presos en la colonia penal de la isla, que había sido establecida por el presidente José María Velasco Ibarra en 1945, haciendo uso de la infraestructura dejada por el ejército de Estados Unidos después de la Segunda Guerra Mundial.

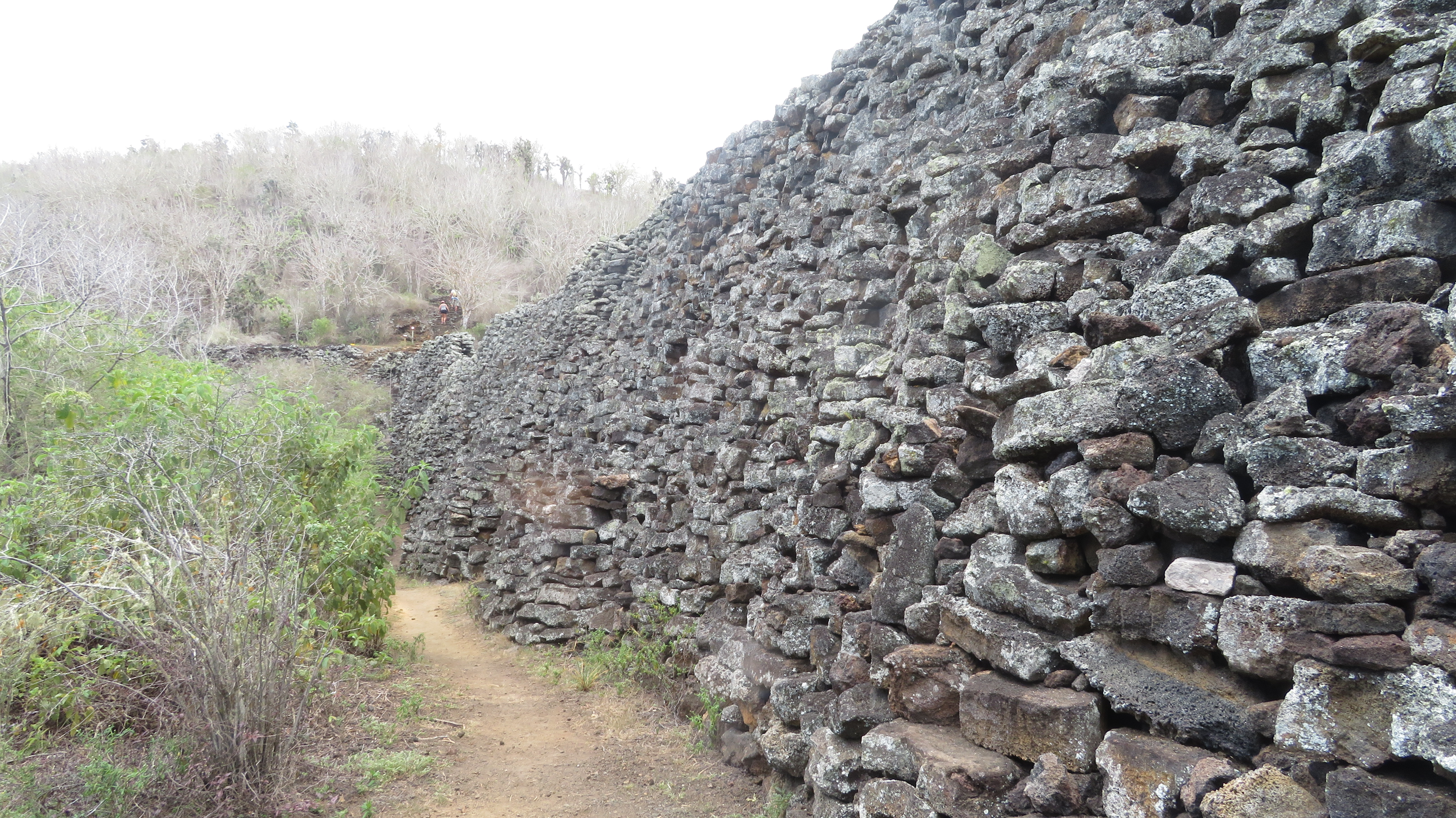
Muro de las Lágrimas

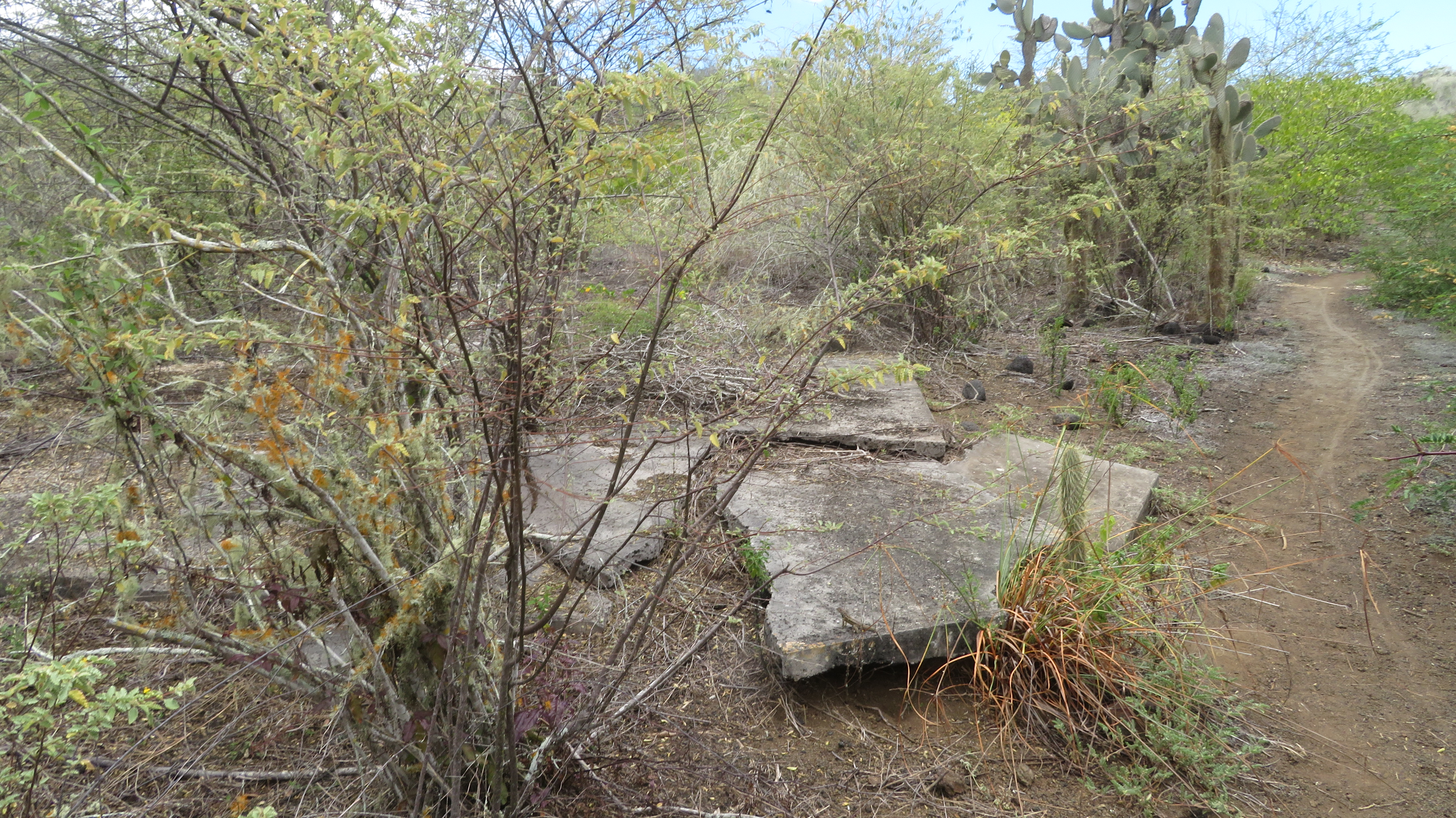
Ruina de la colonia penal

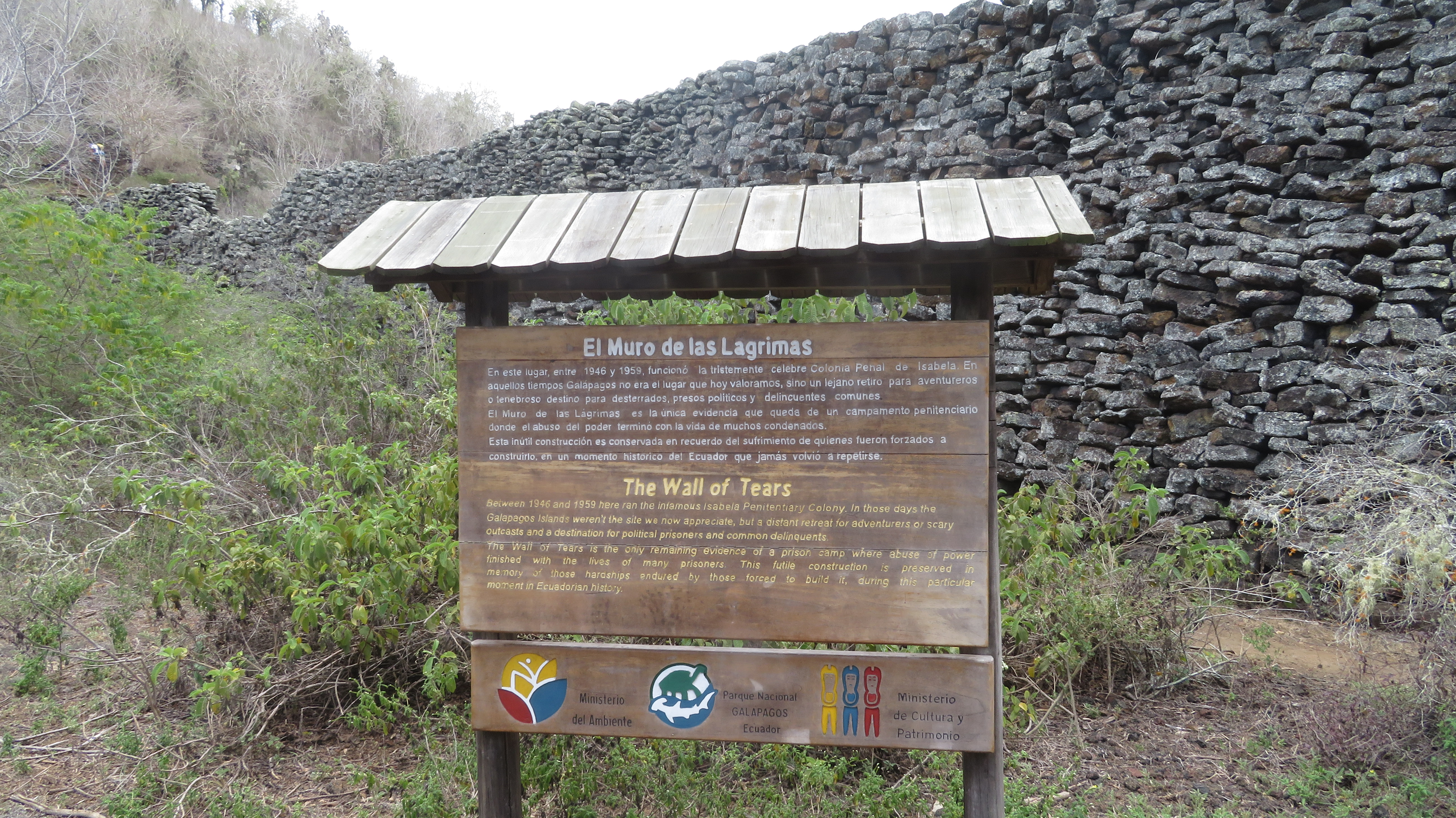
Muro de las Lágrimas

La pared es de unos 7 metros de alto, 100 metros de largo y 3 metros de ancho, se dice que fue la causa de miles de muertes durante su construcción. Los lugareños lo llaman el muro de las lágrimas, ya que según el mito local se dice que "emanan gritos espeluznantes" y tendría una "pesada energía que lo rodea". Hoy el área es una importante atracción turística del archipiélago.